# 신창현 (1969년)
신창현(申昌眩, 1969년 9월 3일 ~ )은 민주노동당 대변인을 역임한 대한민국의 정치인이다.

## 학력
- 마량초등학교 졸업
- 강진대구중학교 졸업
- 문성고등학교 졸업
- 고려대학교 언어학과 중퇴

## 경력
- 고려대학교 총학생회장
- 학교급식조례제정 남동구운동본부 집행위원장
- 민주노동당 남동구위원회 위원장
- 남동구시민연대 공동대표
- 민주노동당 부대변인
- 민주노동당 인천광역시당 위원장
- 통합진보당 인천광역시당 위원장
- 민중연합당 대변인
- 민중당 대변인
- 진보당 인천광역시당 위원장

## 역대 선거 결과
|  | 11.72% |

|  | 8.51% |

|  | 19.19% |

|  | 10.37% |

|  | 1.83% |